# Południowo-zachodni region statystyczny
Południowo-zachodni region statystyczny (mac. Југозападен регион) – jeden z ośmiu regionów statystycznych w Macedonii Północnej.
Powierzchnia regionu wynosi 3340 km², liczba ludności według spisu powszechnego z 2002 roku wynosiła 221 546 osób, zaś według szacunków w 2016 roku wynosiła 219 740 osób.
Region południowo-zachodni graniczy z Albanią, regionem pelagonijskim, połoskim, skopijskim oraz wardarskim.

## Gminy w regionie
- Centar Żupa
- Debar
- Debarca
- Kiczewo
- Makedonski Brod
- Ochryda
- Płasnica
- Struga
- Wewczani